# 学生会館
学生会館（がくせいかいかん）
1. 大学などの教育機関に置かれる施設。部室などが置かれており学生の自治や課外活動の拠点。法政大学学生会館の取り壊しなど近年は減少傾向にある。
2. 学生を対象とした賃貸住宅であるが、諸施設が共用となっていたり、門限が設けられており、普通の賃貸住宅よりも自由が制限されている。